# ماريسيل ألفاريز
ماريسيل ألفاريز (بالإسبانية: Maricel Álvarez)‏ هي مؤدية ومصممة رقص وممثلة أرجنتينية، ولدت في 1901.

## أعمال

### أفلام
- (2010) بيوتيفول[1]
- (2012) إلى روما مع الحب[2]

## وصلات خارجية
- ماريسيل ألفاريز على موقع IMDb (الإنجليزية)
- ماريسيل ألفاريز على موقع قاعدة بيانات الأفلام العربية
- ماريسيل ألفاريز على موقع قاعدة بيانات الأفلام العربية
- ماريسيل ألفاريز على موقع ألو سيني (الفرنسية)
- ماريسيل ألفاريز على موقع أول موفي (الإنجليزية)
- ماريسيل ألفاريز على موقع قاعدة بيانات الأفلام السويدية (السويدية)
- ماريسيل ألفاريز على موقع قاعدة بيانات الفيلم (الإنجليزية)
- ماريسيل ألفاريز على موقع كينوبويسك (الروسية)